# Inginerie biomoleculară
Ingineria biomoleculară este aplicarea principiilor și practicilor inginerești la manipularea în mod corespunzător a moleculelor de origine biologică. Inginerii biomoleculari integrează cunoștințele proceselor biologice cu cunoașterea de bază din domeniul ingineriei chimice pentru a aborda soluții la nivel molecular la problemele din științele vieții legate de mediu, agricultură, energie, industrie, producția de produse alimentare, biotehnologie și medicină.
Inginerii biomoleculari manipulează în mod intenționat carbohidrații, proteinele, acizii nucleici și lipidele în cadrul relației dintre structură (vezi: structura acidului nucleic, chimia carbohidraților, structura proteinelor,), funcție (vezi: funcția proteinei) și proprietăți și în raport cu aplicabilitatea în domenii precum depoluarea, obținerea recoltelor și creșterea animalelor, biopilele de combustie și diagnosticul biomolecular. Sunt studiate termodinamica și cinetica recunoașterii moleculare în enzime, anticorpi, hibridizarea ADN, bioconjugarea/bioimobilizarea și bioseparări. De asemenea, se acordă atenție rudimentelor biomoleculelor proiectate în semnalizare celulară, în cinetica creșterii celulare, în ingineria căilor metabolice biochimice și în ingineria bioreactoarelor.

## Istoric
Crearea acestui domeniu a pornit de la joncțiunea dintre inginerii chimici si microbiologi pentru colaborare la producerea penicilinei.

## Tipuri de biomolecule procesate

### Proteine
Obiectivul principal al ingineriei biomoleculare referitoare la proteine este obținerea diferitelor enzime cu structuri modificate.

### Lipide
Obiectivul principal al procesării biomoleculare este legat de bistraturile lipidice.

## Legături externe
- AIChE International Conference on Biomolecular Engineering